# 日本党 (ギリシャ)
日本党（にほんとう）（ギリシア語: Ομάδα των Ιαπώνων）は、1906年から1908年まで活動したギリシャ王国の政治グループ。日本人党（にほんじんとう）とも。
結党の背景には、1880年代から続いていた二大政党制が危機を迎えていたこと、1893年の国家財政破綻、1897年の希土戦争の敗北があった。エリート主義や汚職を糾弾し、道徳的価値や近代化を通じての成長を標榜した。

## メンバー
初期メンバー:
- ステファノス・ドラグミス（英語版、ギリシア語版）
- ディミトリオス・グナリス（英語版、ギリシア語版）
- ペトロス・プロトパパダキス（英語版、ギリシア語版）

その後加わったメンバー:
- ハラランボス・ヴォズィキス（ギリシア語版）
- アポストロス・アレクサンドリス（ギリシア語版）
- エマヌイル・レプリス（ギリシア語版）
- アンドレアス・パナヨトプロス（ギリシア語版）